# Alfred Rodenbücher
Alfred Rodenbücher, född 29 september 1900 i Schopfheim, död 29 mars 1979 i Emmendingen, var en tysk SS-Gruppenführer. Han var ledamot av Tyska riksdagen och Högre SS- och polischef i ämbetsområdet Alpenland med tjänstesäte i Salzburg.

## Biografi
Rodenbücher, som var son till färgaren Josef Rodenbücher och dennes hustru Rosa (född Morath), gick folkskola och yrkesskola och började 1915 att arbeta i fabrik. Året därpå började han som skeppsgosse i Kaiserliche Marine, där han med tiden avancerade till högbåtsman. Rodenbücher lämnade marinen 1930 och inträdde 1931 i Schutzstaffel (SS).
Liksom bland andra Heinrich Himmler och Fritz Weitzel tillhörde Rodenbücher den så kallade krigsungdomsgenerationen, som hade upplevt första världskriget men inte kommit att delta.
Efter Adolf Hitlers utnämning till rikskansler i januari 1933 var Rodenbücher under en kort period statsråd i Bremen för att i slutet av året flytta till Österrike och leda olika SS-distrikt där. Han var senare chef för Flüchtlingshilfswerk der NSDAP, en organisation som hjälpte österrikiska nationalsocialister som hade flytt till Tyska riket, och SS-Sammelstelle, som hjälpte österrikiska SS-män. Han ledde SS-männens träning i Klosterlechfeld i sydvästra Bayern.
Den 13 mars 1938 annekterade Tyskland Österrike genom Anschluss. I juni året därpå utnämndes Rodenbücher till Högre SS- och polischef (Höhere SS- und Polizeiführer, HSSPF) i ämbetsområdet Alpenland med Salzburg som tjänstesäte. På denna post hade Rodenbücher till uppgift att samordna polisens och SS verksamhet inom SS-Oberabschnitt Alpenland i Österrike. Under HSSPF stod alla inom området verksamma polisiära och SS-enheter: Ordnungspolizei, Gestapo, koncentrationsläger, SS-Totenkopfverbände, Sicherheitsdienst (SD) och i viss utsträckning även Waffen-SS. Höhere SS- und Polizeiführer var endast underordnade Heinrich Himmler och Adolf Hitler.
Rodenbücher hamnade i allvarlig konflikt med Gauleiter Franz Hofer och lämnade i april 1941 SS, på egen begäran.
I februari 1942 rekryterades Rodenbücher till Kriegsmarine och var till andra världskrigets slut posterad i bland annat Den Helder, Krim, Albanien och Norge. Efter kriget greps han i Stavern och befann sig i krigsfångenskap till 1948.

### Familj
Alfred Rodenbücher gifte sig 1936 med Erna Kossar (född 1916). Paret fick en dötter (född 1937).

## Befordringshistorik
Kaiserliche Marine
- Schiffsjungenunteroffizier: april 1918
- Unteroffizier-Maat: 1 oktober 1922
- Oberfeldwebel-Oberbootsmann: 1 oktober 1925

SS
- SS-Mann: 15 juni 1931
- SS-Sturmführer: 15 juni 1931 (Efter de långa knivarnas natt år 1934 fick denna tjänstegrad benämningen SS-Untersturmführer.)
- SS-Sturmbannführer: 27 september 1931
- SS-Standartenführer: 18 oktober 1931
- SS-Oberführer: 15 augusti 1932
- SS-Brigadeführer: 15 december 1933
- SS-Gruppenführer: 4 september 1934
- SS-Hauptsturmführer der Reserve (Waffen-SS): april 1940

Kriegsmarine
- Kapitänleutnant der Reserve (Marineartillerie): 1 februari 1942
- Korvettenkapitän der Reserve (Marineartillerie): 1 april 1943

## Utmärkelser
- Hedersärmvinkel (Ehrenwinkel der Alten Kämpfer)
- Anschlussmedaljen (Medaille zur Erinnerung an den 13. März 1938)
- Sudetenlandmedaljen (Medaille zur Erinnerung an den 1. Oktober 1938)
- Järnkorset av andra klassen: 13 juni 1940
- Järnkorset av första klassen: 10 juni 1944
- Braunschweigmötets utmärkelse (Abzeichen des SA-Treffens Braunschweig 1931)
- Krigsförtjänstkorset av andra klassen med svärd
- SS Hederssvärd
- SS Hedersdolk
- Totenkopfring der SS
- SS tjänsteutmärkelser
- NSDAP:s tjänsteutmärkelser
- SS-Julleuchter
- Storofficerskorset av Kungliga bulgariska förtjänstorden: 5 januari 1942